# Castrovillari
Castrovillari is een gemeente in de Italiaanse provincie Cosenza (regio Calabrië) en telt 22.616 inwoners (31-12-2004). De oppervlakte bedraagt 130,2 km², de bevolkingsdichtheid is 164 inwoners per km².
De frazione Vigne maakt deel uit van de gemeente.

## Demografie
Castrovillari telt ongeveer 8457 huishoudens. Het aantal inwoners daalde in de periode 1991-2001 met 3,7% volgens cijfers uit de tienjaarlijkse volkstellingen van ISTAT.
| Jaar | Inwoneraantal |
| ---- | ------------- |
| 1991 | 23.249        |
| 2001 | 22.389        |

## Geografie
Castrovillari grenst aan de volgende gemeenten: Altomonte, Cassano allo Ionio, Cerchiara di Calabria, Chiaromonte (PZ), Civita, Frascineto, Morano Calabro, San Basile, San Lorenzo Bellizzi, San Lorenzo del Vallo, Saracena, Spezzano Albanese, Terranova di Pollino (PZ).

## Galerij

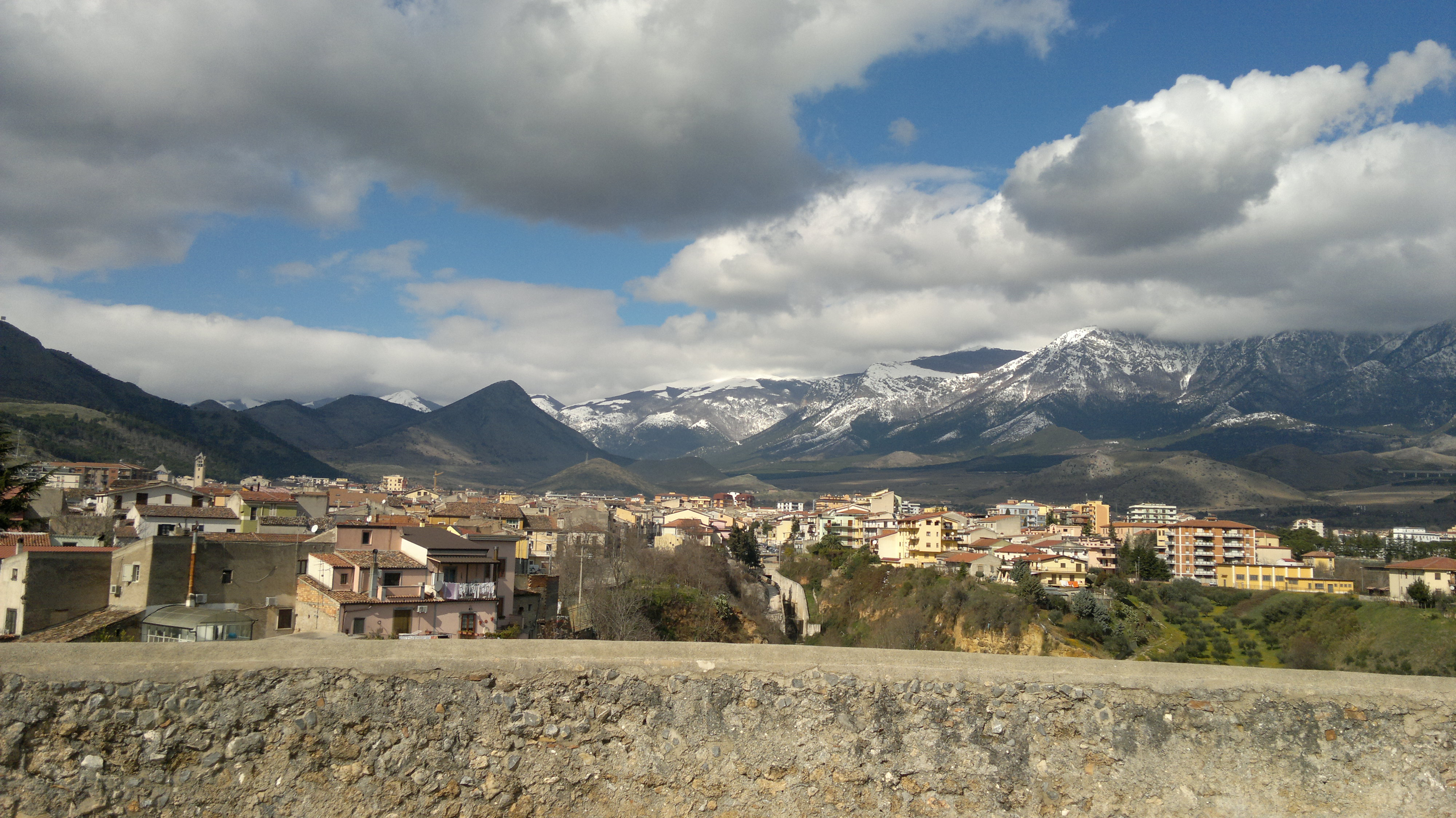
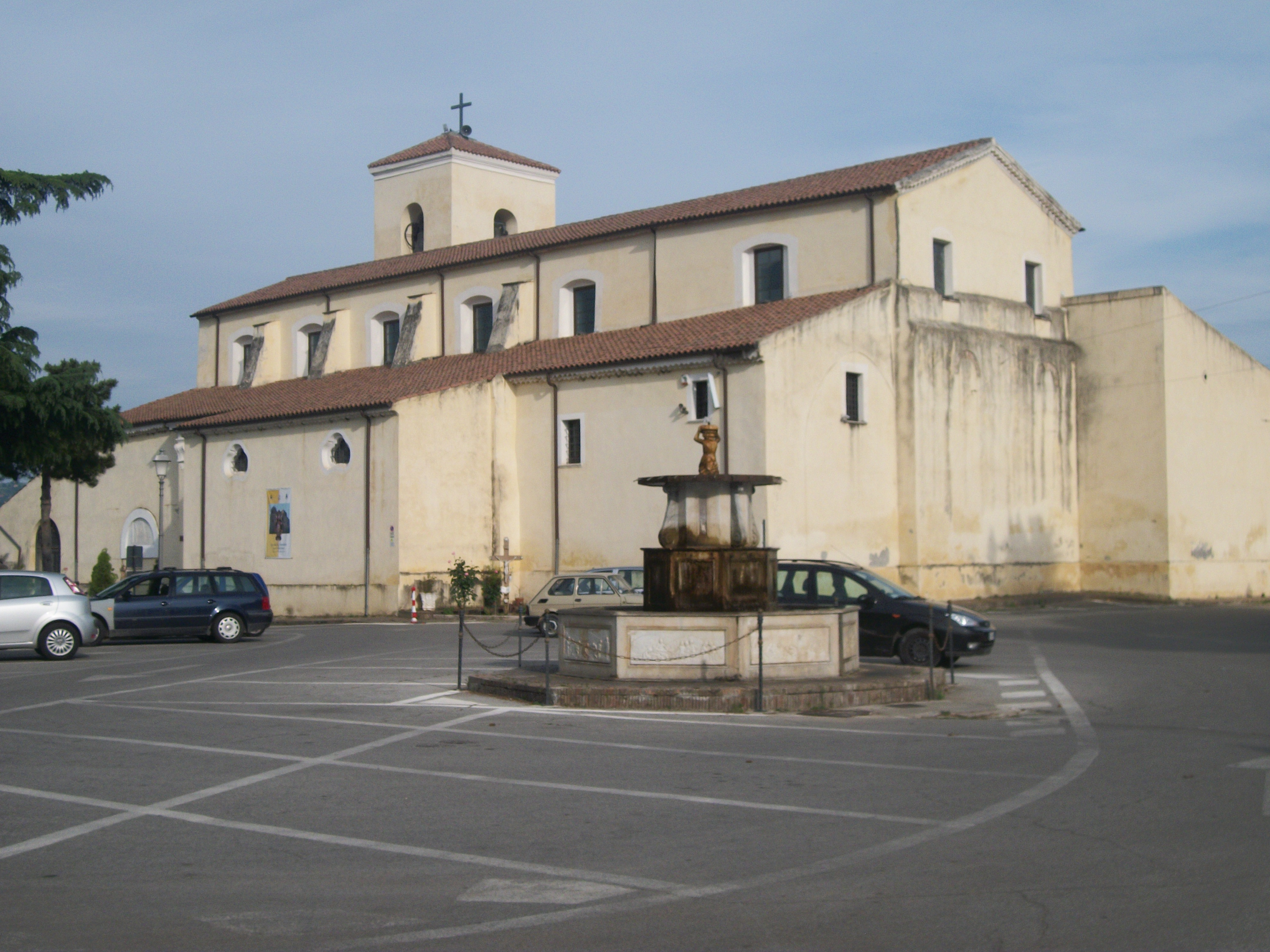
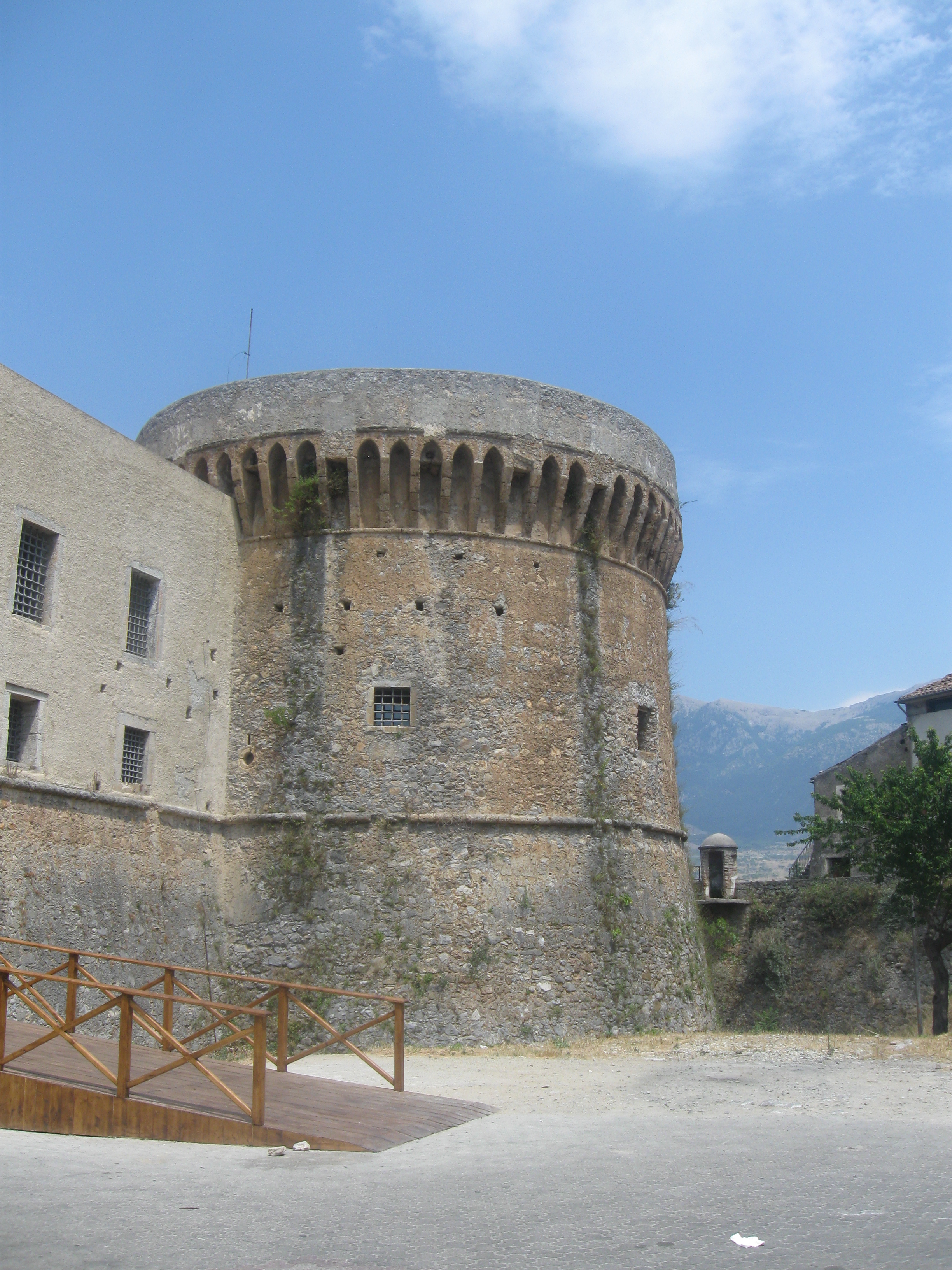